# Journal of the American Dental Association
O Journal of the American Dental Association é um periódico médico mensalmente revisado por pares em odontologia publicado pela American Dental Association. Está disponível gratuitamente ao público após um embargo de um ano. A revista foi publicada pela primeira vez em 1913 e, eventualmente, se fundiu com a Dental Cosmos em 1936. Marjorie Jeffcoat se tornou a primeira editora do jornal em 2001.
O editor é Michael Glick (Universidade Estadual de Nova York na Buffalo School of Dental Medicine).

## Dental Cosmos
JADA era conhecido anteriormente como Dental Cosmos até 1936. O Dental Cosmos foi o primeiro registro mensal de ciências dentárias nos Estados Unidos. Foi fundada em 1859 na Filadélfia. A revista publicou artigos relacionados à odontologia de 1859 a 1936, quando se fundiu com o Journal of American Dental Association. Os artigos arquivados estão hospedados em sua biblioteca on-line pela Universidade de Michigan.